# Ane Appelkvist Stenseth
Ane Appelkvist Stenseth, née le 2 mars 1995 est une fondeuse norvégienne, licenciée au Grong IL.

## Carrière
Participante à des courses nationales juniors depuis 2012, Stenseth prend part à sa première saison dans des compétitions internationales en 2015-2016.
Elle fait ses débuts en Coupe du monde en décembre 2017 au sprint de Lillehammer. Elle marque ses premiers points en janvier 2019 à Dresde (17e du sprint libre). Peu après, elle améliore ce rang avec une huitième place au sprint classique d'Otepää, puis produit son meilleur résultat de l'hiver au sprint libre de Cogne, où elle est quatrième.

## Palmarès

### Coupe du monde
- Meilleur classement général : 43e en 2019.
- Meilleur résultat individuel : 4e.

#### Classements détaillés
| Saison / Épreuve | Saison / Épreuve | Général | Général | Distance | Distance | Sprint | Sprint | Tour de ski depuis 2007 | Finales depuis 2008 | Nordic Opening depuis 2011 |
| ---------------- | ---------------- | ------- | ------- | -------- | -------- | ------ | ------ | ----------------------- | ------------------- | -------------------------- |
| Saison / Épreuve | Saison / Épreuve | Class.  | Points  | Class.   | Points   | Class. | Points | Tour de ski depuis 2007 | Finales depuis 2008 | Nordic Opening depuis 2011 |
| 2019             | 2019             | 43e     | 165     | -        | -        | 19e    | 165    | -                       | Abandon             | -                          |
| 2020             | 2020             |         |         |          |          |        |        | —                       | —                   | 67e                        |